# Campionati europei di pentathlon moderno 1991
I campionati europei di pentathlon moderno 1991 si sono svolti a Roma, in Italia, dove si sono disputate le gare maschili individuali ed a squadre, ed a Sofia, in Bulgaria, dove si sono disputate le gare femminili individuali ed a squadre.

## Risultati

### Maschili
| Evento              | Oro                                                    | Argento          | Bronzo           |
| Individuale         | Ádám Madaras                                           | Maciej Czyżowicz | László Fábián    |
| A squadre           | Ungheria Ádám Madaras László Fábián Attila Kálnoki Kis | Unione Sovietica | Gran Bretagna    |
| Staffetta a squadre | Ungheria Ádám Madaras László Fábián Attila Kálnoki Kis | Germania Ovest   | Unione Sovietica |

### Femminili
| Evento              | Oro                                                                  | Argento     | Bronzo      |
| Individuale         | Žanna Dolgazheva                                                     | Dorota Idzi | Anna Sulima |
| A squadre           | Unione Sovietica Žanna Dolgazheva Irina Krasnova Tatyana Cherneskaya | Ungheria    | Polonia     |
| Staffetta a squadre | Unione Sovietica Tatyana Cherneskaya Irina Krasnova Anzyela Markina  | Ungheria    | Italia      |

## Medagliere
| Posizione | Paese            |   |   |   | Totale |
| --------- | ---------------- | - | - | - | ------ |
| 1         | Ungheria         | 3 | 2 | 1 | 6      |
| 2         | Unione Sovietica | 3 | 1 | 1 | 5      |
| 3         | Polonia          | 0 | 2 | 2 | 4      |
| 4         | Germania Ovest   | 0 | 1 | 0 | 1      |
| 5         | Italia           | 0 | 0 | 1 | 1      |
| 5         | Gran Bretagna    | 0 | 0 | 1 | 1      |
| Totale    | Totale           | 6 | 6 | 6 | 18     |